# Bessenbach
Bessenbach est une commune allemande de Bavière, située dans l'arrondissement d'Aschaffenbourg et le district de Basse-Franconie.

## Géographie

Situation de Bessenbach (en rouge) dans l'arrondissement d'Aschaffenbourg

Bessenbach est située à 9 km à l'est d'Aschaffenbourg, dans le massif du Spessart (point culminant de la commune : Pfaffenberg, 432 m d'altitude), à la limite avec l'arrondissement de Miltenberg.
La commune est composée de trois villages (population en 2008) :
- Straßbessenbach (2 242)
- Keilberg (2 152)
- Oberbessenbach (1 615).

Communes limitrophes (en commençant par le nord et dans le sens des aiguilles d'une montre) : Sailauf, Laufach, Waldaschaff, Mespelbrunn, Sulzbach am Main, Haibach et Hösbach.

## Histoire
La commune de Bessenbach est née le 1er janvier 1972 de la réunion des anciennes communes de Straßbessenach et Keilberg. Le 1er janvier 1978, Oberbessenbach rejoignait la commune de Bessenbach.
Les trois villages de la commune ont fait partie de l'Électorat de Mayence et, comme lui, ont rejoint le royaume de Bavière en 1814.

## Démographie
Commune de Bessenbach dans ses limites actuelles :
| 1871  | 1900  | 1910  | 1925  | 1933  | 1939  | 1950  | 1961  | 1970  |
| ----- | ----- | ----- | ----- | ----- | ----- | ----- | ----- | ----- |
| 2 163 | 2 078 | 2 187 | 2 339 | 2 451 | 2 483 | 3 272 | 3 648 | 4 337 |

| 1987  | 1999  | 2003  | 2009  | - | - | - | - | - |
| ----- | ----- | ----- | ----- | - | - | - | - | - |
| 4 831 | 5 793 | 5 854 | 5 850 | - | - | - | - | - |

## Jumelages
Bessenbach est jumelée depuis 1985 avec trois communes de la Somme en Picardie :
- Dury (France)
- Saint-Fuscien (France)
- Sains-en-Amiénois (France)